# Гулбене (футбольний клуб)
«Гулбе́не» (латис. Futbola biedrība «Gulbene») — латвійський футбольний клуб з однойменного міста . Заснований 2005 року.

## Рекорди клубу
- Найбільша перемога: 3:0 («Елгава», 2011).
- Найбільша поразка: 0:4 («Вентспілс», 2011).